# Sa'ar Benbenishti
Sa'ar Benbenishti (in ebraico סער בנבנישתי‎?; Lod, 26 novembre 1991) è un ex calciatore israeliano, di ruolo centrocampista.

## Carriera
Ha giocato nella massima serie israeliana.